# ماركو دي بيلو
ماركو دي بيلو (بالإنجليزية: Marco Di Bello) هو حكم كرة قدم إيطالي، مواليد 12 يوليو 1981. يُدير مباريات في الدوري الإيطالي. وهو حكم في الاتحاد الدولي لكرة القدم (فيفا) منذ عام 2018، ويُصنف كحكم من الدرجة الأولى في الاتحاد الأوروبي لكرة القدم.